# ヒーローキッズ
『ヒーローキッズ』（原題：We Can Be Heroes）は、2020年に公開されるアメリカ合衆国のスーパーヒーロー映画。監督はロバート・ロドリゲスで、ロドリゲスは本作で製作・脚本・撮影監督も務める。『シャークボーイ&マグマガール 3-D』（2005年）の続編的作品として位置づけられている。
Netflixにて2020年12月25日に配信された。

## あらすじ
地球のスーパーヒーローたちがエイリアンによって誘拐されたため、彼らの子どもたちは政府の隠れ家に匿われる。しかしミッシー・モレノは、スーパーヒーローであり彼女の父親でもあるマーカスを救うために、他の子どもたちと手を組み、謎めいた政府のベビーシッター、ミス・グラナダの元から逃げ出す。彼らは両親と世界を救うために各々のスーパーパワーを駆使して、互いに協力していく。

## キャスト
※括弧内は日本語吹替
- ミッシー・モレノ - Yaya Gosselin（秋枝一愛）
- ヌードルズ - Lyon Daniels（鶴翔麒）
- ホイールズ - アンディー・ウォーケン（英語版）（吉成翔太郎）
- オホ - Hala Finley（有栖川ゆう）
- アカペラ - Lotus Blossom
- スローモー - Dylan Henry Lau（小川夏実）
- フェイスメーカー - Andrew Diaz（田村継）
- リワインド - Isaiah Russell-Bailey（ラヴェルヌ智輝）
- フォワード - Akira Akbar（川勝未来）
- ワイルドカード - Nathan Blair（河城英之介）
- グッピー - Vivien Lyra Blair（安藤紬）
- ミス・グラナダ - プリヤンカー・チョープラー（恒松あゆみ）
- マーカス・モレノ - ペドロ・パスカル（鶴岡聡）
- アドリアナ・バラッツァ（英語版）
- ミラクル・ガイ - ボイド・ホルブルック（小川輝晃）
- テクノ - クリスチャン・スレーター（赤城進）
- マグマガール - Taylor Dooley[2]（福原綾香）
- サン・カン
- ミセス・ヴォイス - ヘイリー・ラインハート（英語版）（おまたかな）
- ニール・アナミ大統領 - クリストファー・マクドナルド（長克巳）
- クラッシング・ロー - ブレントリー・ハイルブロン（英語版）
- レッド・ライトニング・フューリー - Brittany Perry-Russell
- クリムゾン・レジェンド - J. Quinton Johnson

上記キャストの他、J.J. Dashnaw（野坂尚也）がシャークボーイ役として出演する。なおDashnawは前作『シャークボーイ&マグマガール 3-D』で同役を演じたテイラー・ロートナーが登場するシーンが撮影できないため、マスクで顔を隠した姿で登場する。

## 日本語版
- スタジオ - ACクリエイト
- 演出 - 萩野洋平
- 翻訳 - 太田てるみ
- 調整 - 青木臨
- 録音 - 板垣良美
- 録音 - 菊池悟史
- 制作進行 - 高田彩良

## 製作

### 企画
ロバート・ロドリゲスは、 Netflixのために自身のスタジオであるTroublemaker Studiosを通じて、本作の監督、製作、脚本の執筆を行うことにした。

### キャスティング
本作にはプリヤンカー・チョープラーがクリスチャン・スレーターとペドロ・パスカルとともに出演する。

### 撮影
主な撮影は2019年8月テキサスで始まった。

## 公開
本作は当初Netflixで2021年1月1日に配信される予定だったが、2020年12月25日に繰り上げとなった。